# Алексій Карпаторуський
Схиархімандрит Алексій (в миру Олександр Іва́нович Кабалю́к; 12 вересня 1877, село Ясіня, Австро-Угорщина — 2 грудня 1947, село Іза, Хустський район, Закарпатська область, УРСР) — закарпатський православний архімандрит, активіст москвофільського напрямку.

## Біографія

### Походження, юність
Олександр Кабалюк народився 12 вересня 1877 року в селі Ясіня під Раховом у сім'ї лісоруба. Батьки хлопчика, Іван Кабалюк і Анна Кульчицька, були благочестивими греко-католиками і назвали сина в честь святого князя Александра Невського. Він закінчив церковно-приходську школу і вступив послушником у греко-католицький монастир Кишь-Баранья. Але з дитинства його душа лежала до православ'я, він читав багато літератури, прагнув знань про віру. Відслуживши в армії, Олександр зважився пов'язати своє життя з Церквою. Він пішов до прозорливого старця Бескидського монастиря, який сказав йому покинути думки про одруження та присвятити себе службі Богу. У себе на батьківщині Олександр Кабалюк, після смерті батька ставши багатим господарем, познайомився з чоловіком, який розповів йому про православну віру, про святині православ'я у Росії, подарував йому книгу Дмитра Ростовського «Духовний алфавіт». У 1905 році Кабалюк поїхав у Росію, пробув там недовго, але загорівся щирою прив'язаністю до православ'я, і, повернувшись звідти, став проповідувати серед русинів. Через рік він знову побував у Росії, Києві, а потім здійснив паломницькі поїздки в Почаїв та Палестину.

### Перехід у Православ'я, прийняття чернецтва
У 1907 році на таємному зібранні православного руху в селі Ільниця було вирішено відправити Олександра Кабалюка на Афон, для того, щоб він привіз звідти православні святині. У 1908 році він добрався до Руського Свято-Пантелеімонівського монастиря на Афоні, де, як виявилось, жив монах В'ячеслав, русин із села Березова, який познайомив Олександра з ігуменом монастиря архімандритом Місаілом. Після розмови з Олександром Кабалюком, який розповів про становище віруючих у Карпатській Русі, архімандрит Місаіл зібрав Собор старців монастиря, на якому було прийнято рішення приєднати його до Православної Церкви. У 1909 році в Хусті був зібраний черговий таємний з'їзд православних русинів. Ситуація в регіоні загострювалася — у деяких селах вже були спроби переходу селян в православ'я, а жителям Ізи і Великих Лучок шляхом найтяжчих випробувань вдалося перейти. Незважаючи на тиск влади на русинів, що симпатизували православ'ю, судові процеси (найгучнішим з яких в Карпатській Русі на той час був перший Мармарош-Сиготський процес 1904 року) і терор, кількість православних зростала. У тому році за пропозицією греко-католицького священника русофіла Бачинського, який служив у селі Ясіня, було вирішено відправити Олександра Кабалюка в Росію, для отримання сану священника. Це стало можливим після того, як зусиллями активного карпаторуського діяча, внука Адольфа Добрянського, Олексія Геровського від єпископа Холмського Євлогія було отримано дозвіл на навчання карпаторосів у двокласній богословській школі при Яблочинському Свято-Онуфрієвському монастирі. Олександр Кабалюк разом з декількома іншими юнаками був відправлений в Росію за сприянням дядька Геровського, Будиловича.
У Яблочинському монастирі Олександр був пострижений в чернецтво з ім'ям Алексій в честь Алексія, чоловіка Божого і рукопокладений на ієрея. Потім він поїхав на Афон, щоб отримати афонські документи, які б дали йому можливість повернутися в Австро-Угорщину. Пробувши деякий час на Афонi, він відправився до вселенського патріарха в Константинополь. Патріарх вислухав розповідь про стан справ у Карпатській Русі, підтвердив посвідчення, видане о. Алексію архімандритом Місаілом і видав грамоту на грецькій мові з благословенням на службу.

### Місіонерська діяльність, переслідування
Повернувшись на батьківщину до великого посту 1911 року як помічник Мішкольцського протоієрея, отець Алексій влаштував у Ясінях домову церкву, яку облаштував складним іконостасом та іншим церковним начинням, вивезеним з Росії, і крім богослужебної діяльності працював точильником, не бажаючи обтяжувати парафіян. Його приїзд спричинив стурбованість угорських жандармів, яким він показав грамоту патріарха. Вони надіслали цю грамоту в Будапешт, звідки було отримано дозвіл отцю Алексію служити в Ясінях, не виїжджаючи за межі села. Але отець Алексій бачив величезну кількість православних русинів, які потребували священника, і постійно робив спроби виїжджати в різні населені пункти Закарпаття. Його багато разів заарештовували жандарми, проте він не покидав свою подвижницьку діяльність, і об'їхав безліч сіл, в яких багато людей вперше бачили православного священника. Він здійснював треби, дуже часто служив щодня декілька тижнів підряд. За цей час в Мараморощині, за інформацією угорської газети, в православ'я перейшло близько 14 тисяч людей. Слава про православного батюшку розійшлась по всій Карпатській Русі, чим була дуже стурбована влада. Стеження за отцем Алексієм посилилося, і скоро він практично не міг продовжувати свою діяльність. Він був змушений виїхати в Росію, а потім у США, де спільно з священником Олександром Хотовицьким опікувався громадою американських карпаторосів. Але у 1913 році, коли він дізнався про судовий процес проти православних християн-русинів, звинувачених у державній зраді (за яким сам о. Алексій проходив головним звинуваченим), він вирішив повернутися на батьківщину, до свого народу, і сам здався суду. Показовий процес, що мав за основу провокаційну діяльність та фальсифікації, тривав 2 місяці. У результаті отець Алексій був засуджений до чотирьох років і шести місяців ув'язнення і штрафу в 100 крон. Процес викликав великий резонанс у всьому слов'янському світі, особливо в Росії. Після його закінчення імператор Микола II подарував Алексію Кабалюку золотий напрестольний хрест.

### Розвиток Православної Церкви у Карпатській Русі

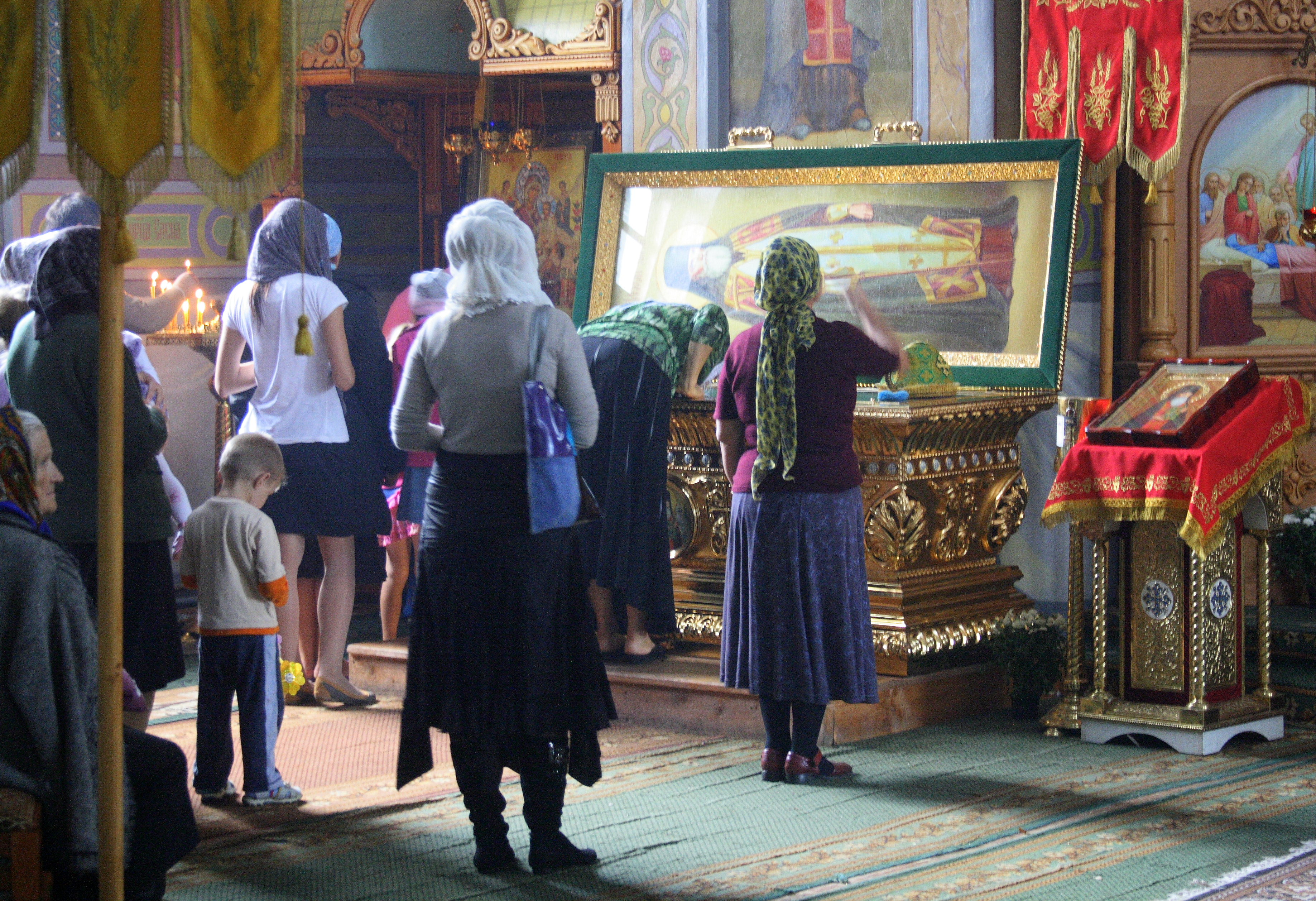
Рака з мощами Алексія Карпаторуського в селі Іза Хустського району Закарпатської області

Вийшовши з в'язниці, отець Алексій продовжив свою діяльність по службі Богу і народу Карпатській Русі. Він до кінця життя залишався у заснованому ним Свято-Нікольському монастирі в селі Іза. У 1921 році Алексій Кабалюк відкрив Собор Карпаторуської Православної Церкви, яка автономно існувала в складі Сербської Православної Церкви, на який з'їхалося близько чотирьохсот делегатів. На з'їзді було ухвалено статут і офіційну назву — «Карпаторуська Православна Східна Церква». У цьому ж році Алексія Кабалюка обрано ігуменом чоловічого монастиря в Ізі, а в 1923 році — архімандритом. Потім єпископ Досифей призначив отця Алексія головою Духовної консисторії і настоятелем парафії Хуста. Під час «Савватійського розколу», направленого на відокремлення Карпаторуської Церкви від Сербської, і перепідпорядкування її «Чехословацькій Церкві», отець Алексій залишився вірним Сербській Церкві і преосвященному Досифею. У 1944 році він став ініціатором організації Православного з'їзду в Мукачеве, на якому було багато відомих карпаторуських священників, вчених і громадських діячів. Вони склали звернення на ім'я Сталіна, в якому просили включити Карпатську Русь в склад Радянського Союзу як самостійну Карпаторуську Республіку. Крім того, 23 священники підписали звернення до Синоду Російської православної церкви, з проханням про перехід Мукачівсько-Пряшевської єпархії в склад Московської патріархії. Також було прийнято рішення направити в Москву делегацію русинів, яку очолив карпаторуський вчений і громадський діяч Георгій Геровський. В СРСР делегацію показово радо зустріли, делегатів прийняв патріарх Алексій, на зустрічі з яким вони ще раз заявили про те, що вони «рішуче проти приєднання нашої території до Української РСР. Ми не хочемо бути чехами, ні українцями, ми хочемо бути руськими (русинами) і свою землю бажаємо бачити автономною, але в межах Радянської Росії». Однак все вже було вирішено наперед і ніхто у радянському уряді не збирався серйозно розглядати бажання русинів і Підкарпатську Русь було приєднано до Української РСР. Алексій Кабалюк дуже важко переживав ці події. Після втручання радянської влади в церковні справи Карпатської Русі православ'я знову опинилося під загрозою. Почалось закриття і розорення храмів, утиски віруючих.

### Смерть, прославлення
Архімандрит Алексій помер 2 грудня (19 листопада за старим стилем) 1947 року, прийнявши схиму. Його було поховано на братському кладовищі Свято-Нікольського монастиря в Ізі. У 1999 році були виявлені майже нетлінні мощі схиархімандрита Алексія, а 21 жовтня 2001 року Блаженнійший Митрополит Київський і всія України Володимир здійснив у Свято-Нікольському монастирі Ізи прославлення його в лик святих.